# Sonogno
Sonogno est une ancienne commune et une localité de la commune de Verzasca du district de Locarno, dans canton du Tessin, en Suisse. La localité est située dans le val Verzasca. Cette localité est le dernier village atteignable en voiture .

## Histoire
Politiquement, le village de Sonogno est intégré pendant plusieurs siècles (de 1395 à 1843) à la commune voisine de Frasco avant de devenir une municipalité à part entière .
Le 18 octobre 2020, la commune devient, avec Brione, Corippo, Frasco, Lavertezzo Valle (localité de Lavertezzo), Vogorno et Gerra Valle (localité de Cugnasco-Gerra), une localité de la nouvelle commune de Verzasca .

## Démographie
Sonogno, qui a compté jusqu'à 334 habitants en 1850, a vu sa population diminuer constamment depuis lors en raison de l'émigration et de l'exode vers les centres urbains et ne compte actuellement plus que 86 habitants.

## Économie
Les habitants de Sonogno ont vécu pendant des siècles de l'élevage du petit bétail et ont pratiqué la transhumance dès le quatorzième siècle, les bêtes hivernant dans la plaine de Magadino. L'économie de la commune est encore aujourd'hui dominée par le secteur primaire (47% des emplois en 2005). L'artisanat de la laine a gagné en importance au cours des dernières décennies.

## Monuments et tourisme
L'église Notre-Dame de Lorette de Sonogno est mentionnée dès le seizième siècle et a été reconstruite en 1854. Les peintures sont l’œuvre du peintre suisse Cherubino Patà.
Sonogno abrite le Musée du Val Verzasca depuis 1974.